# Дуарти (Калифорния)
Дуарти или Дуарте (англ. Duarte; /ˈdwɔrtiː/ или /duːˈɔrteɪ/) — город в округе Лос-Анджелес, штат Калифорния.

## История
Около 500 года до нашей эры в районе долины Сан-Габриэль поселились индейцы племени тонгва. Они не занимались сельским хозяйством, а питались растениями, растущими по берегам рек и болот, а также желудями.
«Европейская» история Дуарти начинается в 1769 году, когда вся территория Калифорнии стала собственностью Испанской империи. Первые европейцы посетили долину Сан-Габриэль (в том числе и территорию современного Дуарти) в 1769 году во время похода из Сан-Диего к заливу Монтерей под командованием Гаспара де Портола-и-Ровира. В данной экспедиции участвовал Хуан Креспи Фиоль.
8 сентября 1771 года орден францисканцев организовал в этих местах миссию Сан-Габриэль-Архангел. После Мексиканской войны за независимость (1810—1821) эти земли были национализированы.
10 мая 1841 года губернатор Верхней Калифорнии Хуан Батиста Альварадо пожаловал  7 000 акров (28 км²) земли в долине Сан-Габриэль Андреасу Дуарти и его жене. Дуарти назвал свои владения «Ранчо Азуса-де-Дуарти». Слово «Азуса», очевидно, происходит от слова Асуксагна (англ. Asuksagna), которым местные индейцы тонгва называли это место.
Ранчо включало в себя современную территорию городов Брэдбери и Дуарти, а также часть городов Азуса, Аркейдия, Болдуин-Парк, Ирвиндейл и Монровия.
В середине XIX века, во времена перехода Верхней Калифорнии во владение США, большинство земель ранчо было разделено на участки величиной по 40 акров (160 000 м²) и распродано по отдельности. Одним из покупателей стал доктор Неемия Бирдсли, который впоследствии открыл первую школу в Дуарти.

## География
Общая площадь города составляет 17,3 км². Высота центра населенного пункта — 156 м над уровнем моря.
Город граничит с горами Сан-Габриель на севере, на севере и западе с городами Брэдбери и Монровия, на юге и востоке с Ирвиндейлом и на востоке с городом Азуса.

## Демография
По данным переписи 2000 года, население Дуарти составляет 21 782 человек. Плотность населения равняется 1 241,9 человек на км². Расовый состав таков: 52,02% белых, 12,62% азиатов, 9,08% афроамериканцев, 0,94% коренных американцев, 0,11% жителей тихоокеанских островов, 19,99% других рас.
Возрастной состав получился следующим: 28,2% — младше 18 лет; 8,5% — от 18 до 24 лет; 29,6% — с 25 до 44 лет; 21,8% — от 45 до 64 лет; 11,9% — 65 лет и старше. Средний возраст составил 34 лет. На каждые 100 женщин приходится 90,9 мужчин. На каждые 100 женщин возрастом 18 лет и старше насчитывалось 85,8 мужчин.

## Транспорт
Город Дуарти расположен на шоссе US 66, которое проходит по центру городу.